# Philarctus rhomboidalis
Philarctus rhomboidalis là một loài Trichoptera trong họ Limnephilidae. Chúng phân bố ở miền Cổ bắc.